# Ланцея (рослина)
Ла́нцея (Lancea) — рід рослин, який недавна відносили до родини Mazaceae, зараз здогадно включають до родини Фримові (Phrymaceae) чи до родини Ранникові (Scrophulariaceae). Включає види:
- Lancea tibetica Hook.f. & Thomson (1857) — Ланцея тибетська
- Lancea hirsuta Bonati (1909) — Ланцея волохата